# 諾斯洛普·格魯曼蝙蝠無人偵察機
諾斯洛普·格魯曼蝙蝠無人偵察機（英文：Northrop Grumman Bat）是諾斯洛普·格魯曼為美軍開發的中空域無人偵察機。

## 規格
基本信息
- 机组：None
- 容量：75 lb (34 kg) payload
- 長度：12.0英尺（3.7）
- 翼展：14英尺（4.3）
- 总重：350英磅（159）

性能
- 最大速度：104英里每小時（167每小時；90節）
- 续航时间：18 hours
- 升限：17,000英尺（5,200）

## 外部連結
维基共享资源上的相關多媒體資源：諾斯洛普·格魯曼蝙蝠無人偵察機